# Frenchtown-Rumbly
Frenchtown-Rumbly – jednostka osadnicza w Stanach Zjednoczonych, w stanie Maryland, w hrabstwie Somerset.